# Old Crow (rivière)

La rivière Old Crow est un cours d'eau d'Alaska, aux États-Unis. C'est un affluent de la rivière Porcupine, elle-même affluent du  fleuve Yukon.

## Description
Longue de 175 milles (282 km), elle coule en direction du sud-est le long de la frontière entre le Canada et l'Alaska pour se jeter dans la rivière Porcupine au Yukon.
Son nom local a été référencé en 1895.

## Sources
- (en) « Old Crow (rivière) », Geographic Names Information System